# Can Jaumet (Tiana)
Can Jaumet és una casa eclèctica de Tiana (Maresme) inclosa a l'Inventari del Patrimoni Arquitectònic de Catalunya.

## Descripció
És un edifici civil que ocupa una cantonada sencera, de manera que situa l'entrada principal al xamfrà, que es converteix en la façana més important i que destaca per la seva gran balconada de pedra, així com el coronament de la part superior de l'edifici.
El conjunt està format per una planta baixa, un pis i un terrat. Destaca la decoració, bàsicament concentrada en les obertures, guardapols i elements florals, així com la traceria realitzada amb pedra. La porta principal és flanquejada per columnetes adossades lateralment. Pel que fa a la decoració podria ser considerat com a historicista neogòtic.